# Patrimoine culturel immatériel
Ne doit pas être confondu avec Patrimoine mondial.

Logotype du patrimoine culturel immatériel (PCI).

Le patrimoine culturel immatériel (PCI) est une catégorie de patrimoine issue de la Convention pour la sauvegarde du patrimoine culturel immatériel adoptée par l'UNESCO en 2003.

## Genèse
La notion de patrimoine culturel immatériel est apparue au début des années 1990, après les recommandations de 1989 sur la protection des cultures traditionnelles, et en contrepoint du patrimoine mondial tourné essentiellement vers les aspects matériels de la culture. L'expression « patrimoine culturel immatériel » est officialisée en 1993 lors de la conférence internationale sur les nouvelles perspectives du programme du patrimoine immatériel de l'UNESCO. L'idée de patrimoine immatériel en soi est cependant plus ancienne. La déclaration qui clôt la conférence mondiale sur les politiques culturelles de Mexico (1982) avait auparavant élargi le sens donné à la notion de patrimoine culturel afin d'y inclure les « créations anonymes, surgies de l’âme populaire », qu’elles soient « matérielles et non matérielles » (artº 23).
En 1997 s’est tenue à Marrakech, à l’initiative d’intellectuels marocains et de l'UNESCO, une réunion au cours de laquelle a été défini le concept de « patrimoine oral de l’humanité », et décidé d’établir une distinction pour la préservation et la mise en valeur des « chefs-d’œuvre » de ce patrimoine.
Cette distinction appelée « Proclamation des chefs-d’œuvre du patrimoine oral et immatériel de l’humanité » a été octroyée pour la première fois en 2001 après étude approfondie, à une première liste de patrimoines sur candidatures proposées par les États. Une nouvelle liste est établie tous les deux ans par un jury international.
Les chefs-d’œuvre proposés doivent être une expression culturelle vivante ou menacée. Ils doivent aussi faire l’objet de programmes de préservation et de promotion, le fait d’être inscrit sur la liste de l'UNESCO n’étant pas une garantie absolue de protection.
En 2003 la Convention pour la sauvegarde du patrimoine culturel immatériel a été adoptée par l'UNESCO. Elle est entrée en vigueur au mois d’avril 2006, et la première Assemblée générale s’est tenue au mois de juin 2006. Les directives opérationnelles de cette convention sont données par le Comité intergouvernemental.
Avec l’entrée en vigueur de la Convention, le programme de la proclamation a pris fin. À l’image du patrimoine mondial, ont été créées des listes : une liste représentative et une liste de sauvegarde urgente, où ont été inscrits les chefs-d’œuvre précédemment proclamés, et où de nouveaux éléments sont inscrits annuellement depuis 2008. En 2015, un total de 163 États avaient déposé leurs instruments de ratification, d’acceptation, d’approbation ou d’adhésion pour la Convention.

## Définition
En 2001, l’UNESCO a effectué une enquête auprès d’États, d’organisations internationales et d’ONG afin de définir ce terme, et une Convention a été adoptée pour sa protection.
Selon la Convention pour la sauvegarde du patrimoine culturel immatériel adopté le 17 octobre 2003 le patrimoine culturel immatériel (PCI) – ou patrimoine vivant – est la source principale de notre diversité culturelle et sa continuation une garantie pour une créativité continue et est défini ainsi :

« On entend par patrimoine culturel immatériel les pratiques, représentations, expressions, connaissances et savoir-faire – ainsi que les instruments, objets, artefacts et espaces culturels qui leur sont associés – que les communautés, les groupes et, le cas échéant, les individus reconnaissent comme faisant partie de leur patrimoine culturel. Ce patrimoine culturel immatériel, transmis de génération en génération, est recréé en permanence par les communautés et groupes en fonction de leur milieu, de leur interaction avec la nature et de leur histoire, et leur procure un sentiment d’identité et de continuité, contribuant ainsi à promouvoir le respect de la diversité culturelle et la créativité humaine. Aux fins de la présente Convention, seul sera pris en considération le patrimoine culturel immatériel conforme aux instruments internationaux existants relatifs aux droits de l’homme, ainsi qu’à l’exigence du respect mutuel entre communautés, groupes et individus, et d’un développement durable. »

— Convention pour la sauvegarde du patrimoine culturel immatériel
La Convention définit également des domaines dans lesquels le patrimoine immatériel peut se manifester :
- les traditions et expressions orales, y compris la langue comme vecteur du patrimoine culturel immatériel ;
- les arts du spectacle ;
- les pratiques sociales, rituels et événements festifs ;
- les connaissances et pratiques concernant la nature et l’univers ;
- les savoir-faire liés à l’artisanat traditionnel.

La sauvegarde du patrimoine culturel immatériel s'effectue à deux échelles différentes : une sauvegarde à échelle nationale, notamment avec la mise en place d'un inventaire du PCI dans chaque État partie, et une sauvegarde à échelle internationale qui s'organise en deux listes de sauvegarde et un registre :
- Liste représentative du patrimoine culturel immatériel de l'humanité ;
- Liste du patrimoine immatériel nécessitant une sauvegarde urgente ;
- Registre des meilleures pratiques de sauvegarde.

## Sauvegarde internationale

### Modalités d’inscription sur les listes
Selon Cécile Duvelle, responsable de la division du patrimoine culturel immatériel de l'UNESCO : « La Liste représentative ne vise pas à récompenser les meilleures expressions culturelles du monde. La seule chose que l’on prend en compte, c’est l’importance subjective qu’a telle ou telle pratique pour la communauté qui la maintient en vie ». Les modalités d’inscription sur la Liste représentative du patrimoine culturel immatériel diffèrent donc de celles de la Liste du patrimoine mondial inscrivant des biens « qui ont une valeur universelle exceptionnelle ».
Les dossiers d’inscription complexes doivent être complétés par les pays concernés. Ainsi certains pays motivés par les inscriptions comme la Chine ou la Croatie peuvent paraître surreprésentés alors qu’aucun pays africain n’a présenté de dossier en 2010. Cécile Duvelle regrette également l’« instrumentalisation politique à des fins nationalistes » après l’inscription de pratiques culturelles dans certains pays.
En 2013, le Comité a inscrit quatre éléments sur la Liste du patrimoine culturel immatériel nécessitant une sauvegarde urgente, un outil qui permet aux États parties à la Convention de mobiliser la coopération et l’assistance nécessaires pour assurer la transmission de ce patrimoine avec la participation des communautés concernées. La Liste de sauvegarde urgente compte ainsi désormais 35 éléments inscrits. Le Comité a par ailleurs inscrit 25 éléments sur la Liste représentative du patrimoine culturel immatériel, qui vise à assurer une plus grande visibilité du patrimoine immatériel et à faire connaître des traditions et des savoir-faire portés par les communautés sans pour autant leur reconnaître de critère d’excellence ou d’exclusivité. Au cours de cette réunion, quatre des 158 États parties à la Convention (Éthiopie, ex République yougoslave de Macédoine, Niger et Ukraine) ont vu des éléments inscrits sur cette Liste pour la première fois. La Liste représentative compte désormais 281 éléments inscrits au total.
Fin 2021, la Liste représentative compte 530 traditions inscrites, issues de 136 pays ; 58 sont multinationales. La France compte à cette date 23 inscriptions. La Liste de sauvegarde urgente recense pour sa part 71 éléments dans le monde.
Plusieurs dizaines de traditions sont inscrites sur la liste en décembre de chaque année. En ce qui concerne la France, il faut d'abord que le dossier soit retenu par l'inventaire national du ministère de la Culture, puis jugé apte après avis consultatif du Comité du patrimoine ethnologique et immatériel (CPEI) ; ce pays est limité à une candidature tous les deux ans. Les candidatures multinationales, davantage encouragées au nom de la promotion de la paix par la voie de la culture, n'ont pour leur part pas de limite de temps. En 2021, la calligraphie arabe est par exemple inscrite, le dossier étant présenté conjointement par seize États.
Une fois le dossier envoyé, sa sélection se déroule en deux temps. Une première année est consacrée à vérifier qu'il est complet, la seconde un comité composé d'experts et de membres d'ONG l'évalue. Une fois l'inscription acquise, le ou les États doivent présenter, tous les quatre ans pour la liste urgente, tous les six pour la liste représentative, un rapport au comité. Les éléments peuvent être retirés, ce qui est déjà arrivé.
Concernant les critères pour la sélection des programmes, projets et activités reflétant le mieux les principes et objectifs de la Convention, on peut prendre exemple sur le Koutammakou. Le Koutammakou est une région située au nord du Togo et du Bénin, en Afrique de l'Ouest, qui abrite les Batammariba. Au Togo, cette région est inscrite depuis 2004 au patrimoine mondial de l'UNESCO en tant que « paysage culturel vivant » parce qu'elle est le témoignage vivant d'une culture traditionnelle africaine profondément respectueuse de la nature. En 2006, le Patrimoine culturel immatériel (PCI) de l'UNESCO, dirigé par le professeur Henrikus (Rieks) Smeets, éminent linguiste, a monté un « Programme de préservation du patrimoine culturel immatériel des Batammariba » favorisant la transmission des savoirs, notamment l'apprentissage du ditammari, langue des Batammariba, dans les écoles primaires du Koutammakou. Il a également pour but d'éviter les dérives d'un tourisme irresponsable. Ce programme, coordonné de 2008 à 2012 par Dominique Sewane, auteur de nombreuses publications sur la vie cérémonielle des Batammariba, a été installé au Koutammakou par les ministères de la Culture et de l'Enseignement primaire du Togo.

### Listes du patrimoine culturel immatériel
Les listes du patrimoine culturel immatériel ont été établies en 2008, lorsque la Convention pour la sauvegarde du patrimoine culturel immatériel a pris effet. Avant cela, un projet connu sous le nom de « patrimoine culturel immatériel de l'humanité » a déjà été actif, par proclamation, et avait pour but la reconnaissance de pratiques vivantes, immatérielles, tels que des traditions, des coutumes, des espaces culturels et les acteurs locaux qui soutiennent ces formes d'expressions culturelles. Lancé en 2001 et organisé jusqu'en 2005, 90 pratiques ont été proclamées chefs-d'œuvre du patrimoine immatériel de l'humanité de 2001 à 2006 dans le monde entier. Ces 90 chefs-d'œuvre, déjà proclamés avant la Convention pour la sauvegarde du patrimoine culturel immatériel, ont été incorporés à la Liste représentative du patrimoine culturel immatériel de l’humanité dès 2008.
- Liste représentative du patrimoine culturel immatériel de l’humanité
- Liste du patrimoine culturel immatériel de l'humanité en Afrique
- Liste du patrimoine culturel immatériel de l'humanité en Amérique
- Liste du patrimoine culturel immatériel de l'humanité en Asie et Océanie
- Liste du patrimoine culturel immatériel de l'humanité en Europe
- Registre des meilleures pratiques de sauvegarde